# Manette de jeu

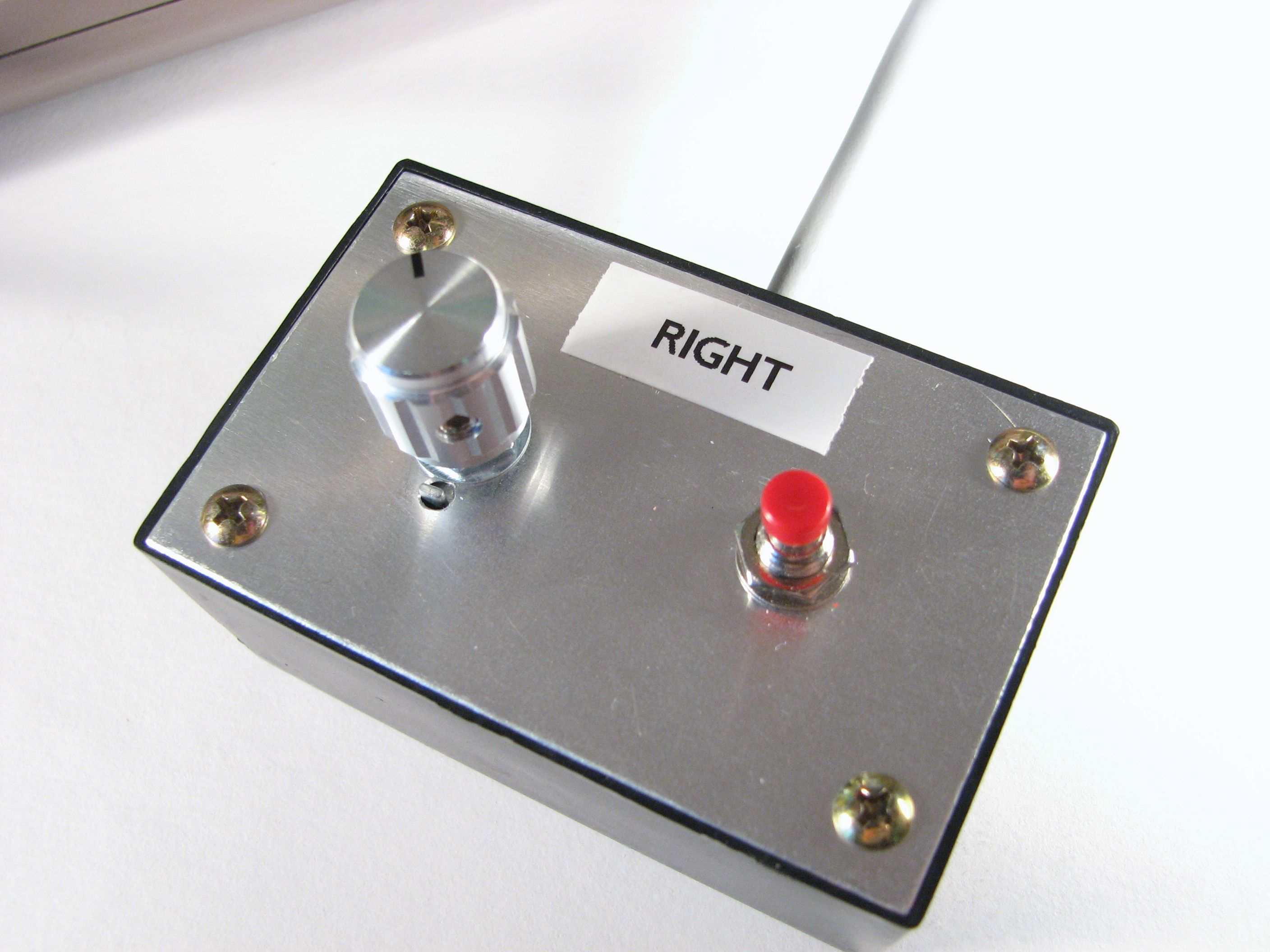
Paddle, première manette de l'histoire du jeu vidéo, utilisé pour jouer à Tennis for Two, munie d'un bouton de contrôle pour régler l'angle et d'un bouton de tir.

Une manette de jeu est un contrôleur de jeu tenu à deux mains où les doigts sont utilisés pour fournir une entrée. Une manette comporte divers interrupteurs et détecteurs dont l'actionnement permet au joueur l'interaction avec le jeu vidéo. Elle permet aussi à l'ordinateur d’interagir avec le joueur, principalement par des vibrations. Il s'agit habituellement du périphérique d'entrée principal d'une console de jeux vidéo.

## Caractéristiques

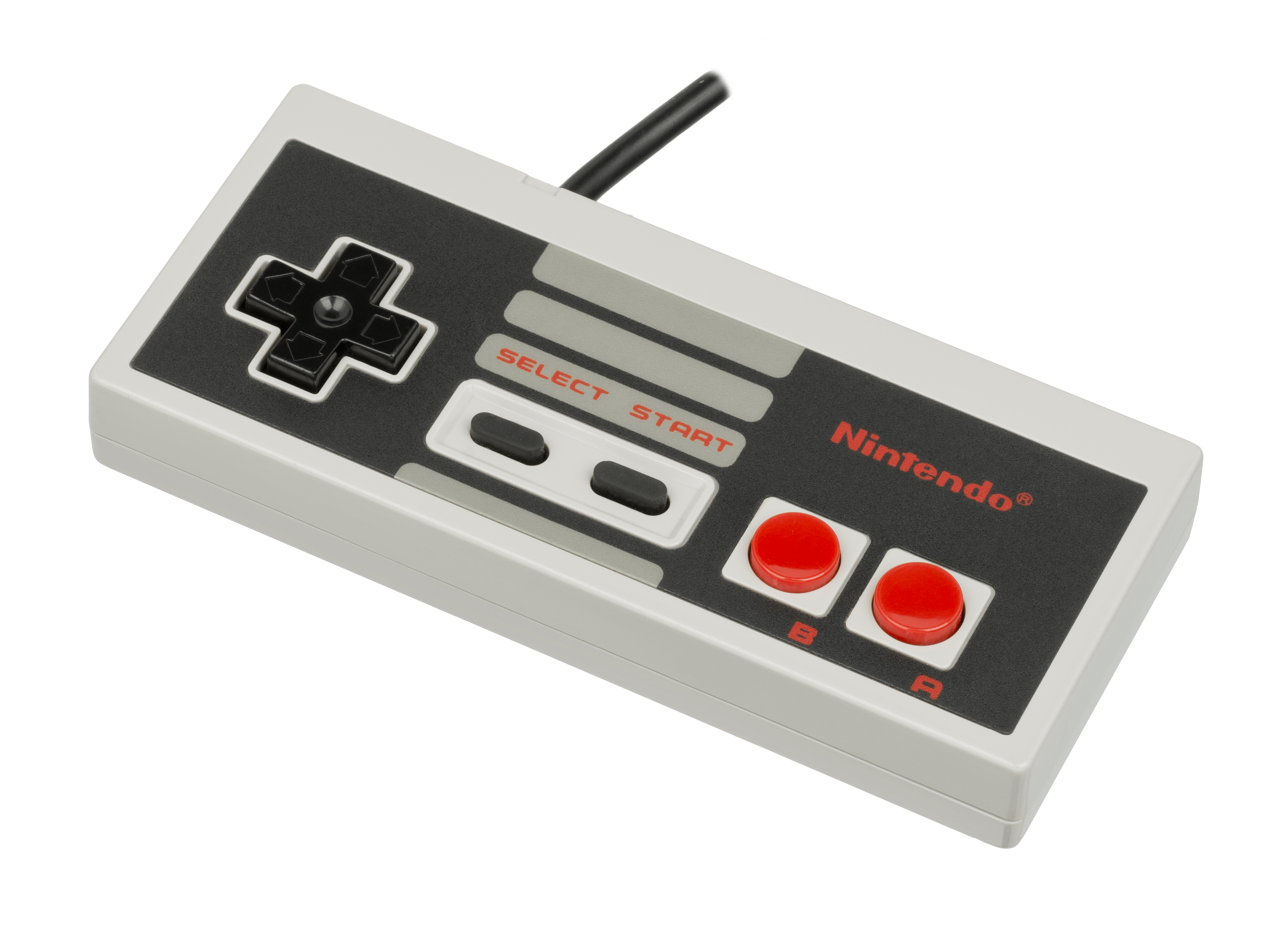
Manette de la NES (1986).

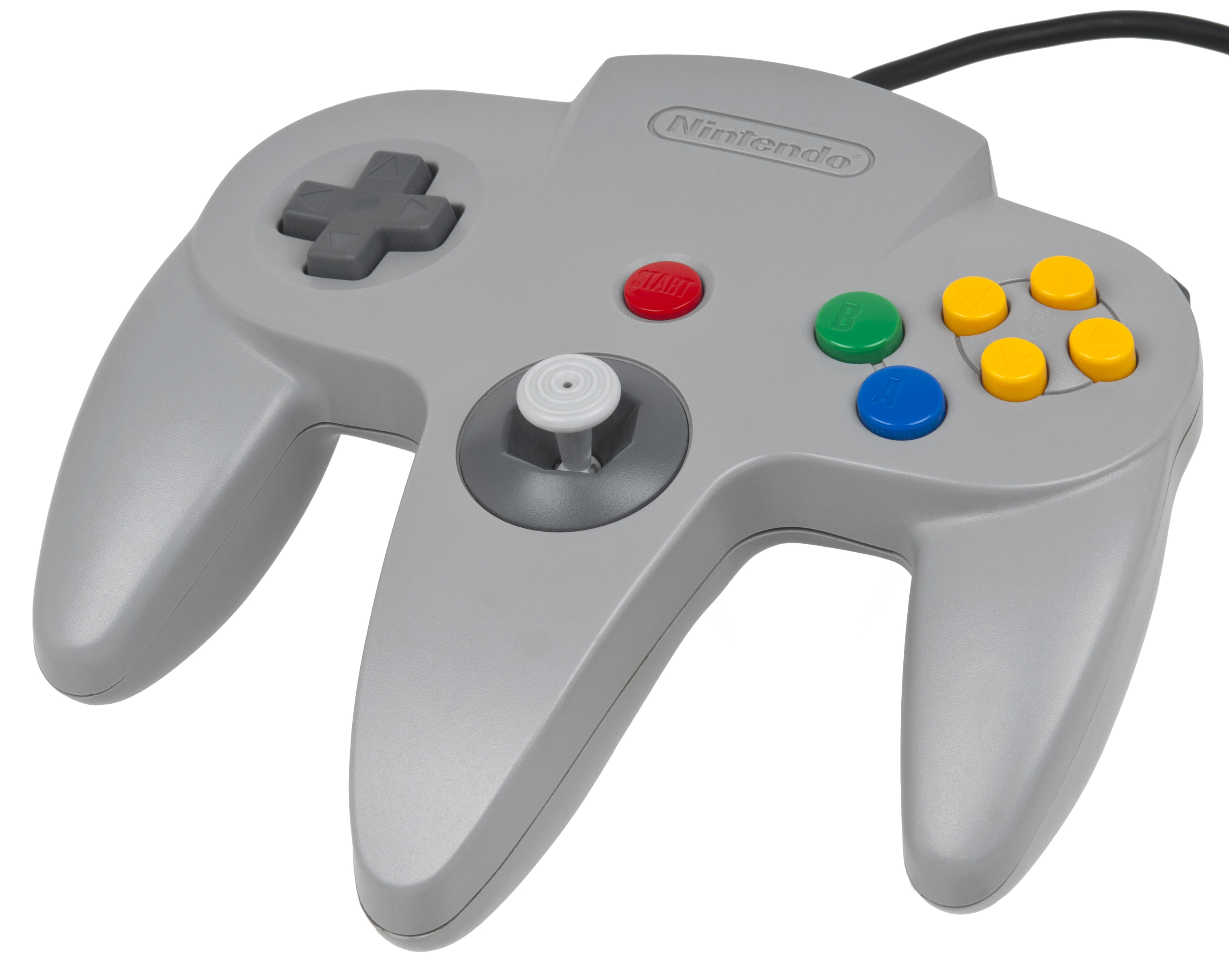
Manette de la Nintendo 64.

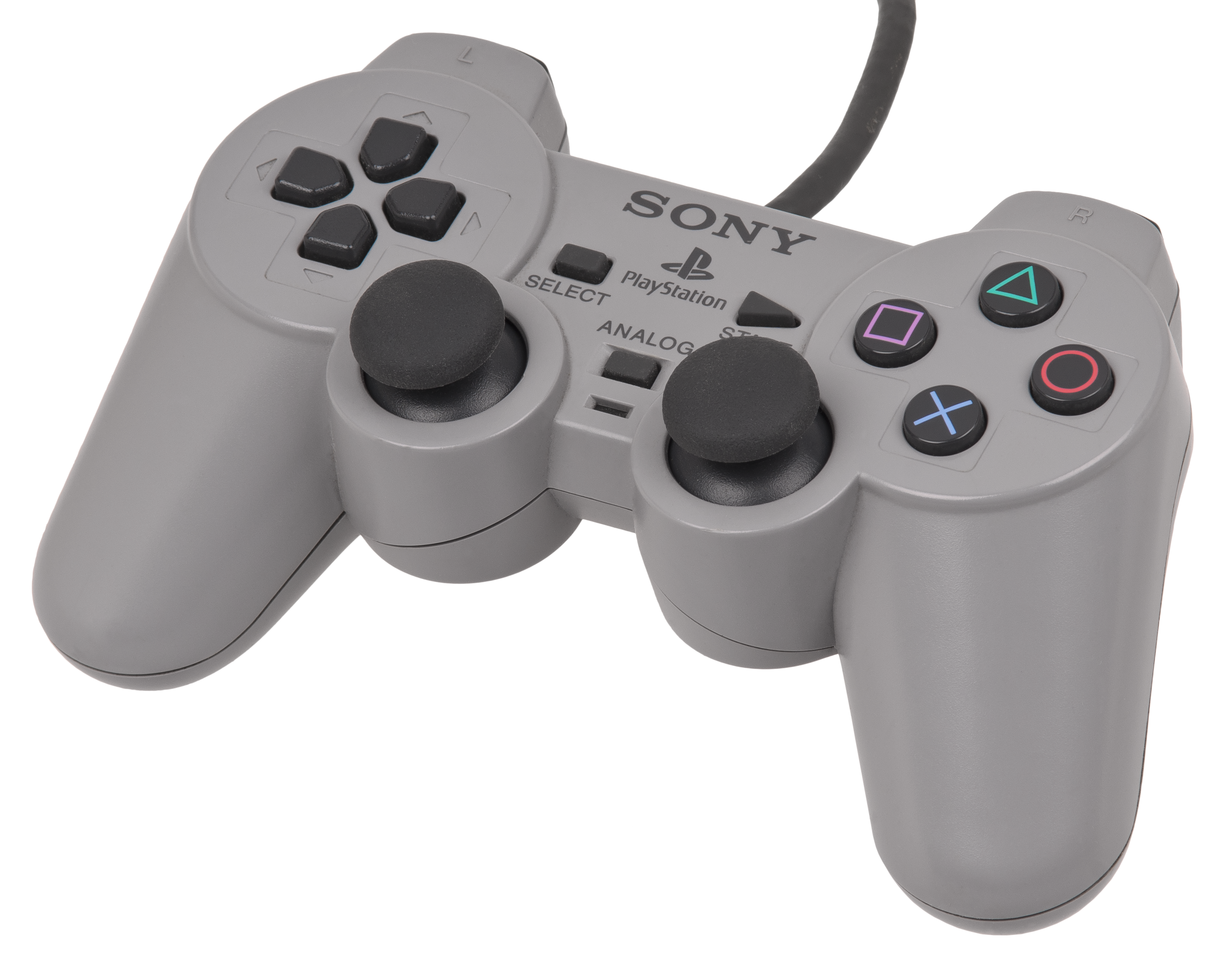
Manette DualShock de la PlayStation (1997).

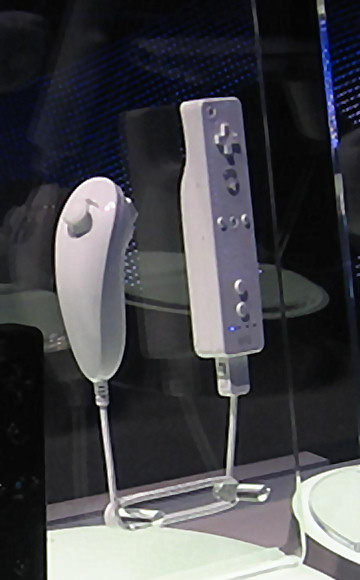
Télécommande Wii (à droite) et Nunchuck (à gauche) pour Wii (2006).

D'une manière générale, les manettes possèdent :
- une ou plusieurs commandes de direction : croix directionnelle, pavé directionnel ou autres joysticks analogiques afin de diriger un objet, un personnage, un curseur, ou encore une caméra ;
- des boutons en façade :
  - des boutons d'actions, qui permettent d'agir sur le logiciel par une action unique ou contextuelle,
  - des boutons de contrôle, qui permettent de contrôler le déroulement du logiciel, d'accéder aux menus contextuels, de mettre le jeu en pause, de quitter le jeu, etc. (Start, Select) ;
- des boutons de tranche ou gâchettes :
  - numériques, des boutons d'actions n'ayant que deux positions,
  - analogiques, des commandes pouvant théoriquement prendre une infinité de positions ;
- des poignées, afin d'ajouter du confort lors de l'utilisation de la manette.

Les manettes des consoles postérieures à 1996 ont généralement la capacité de vibrer en fonction des actions du jeu, pour offrir au joueur des sensations plus immersives. Les manettes sont assez peu adaptées à certains types de jeux comme les MMORPG (jeux multijoueuses), les STR (stratégie), les FPS (jeux de tirs) et les jeux de simulations pour lesquels on préfèrera utiliser la combinaison Clavier/Souris.

## Histoire

### La première manette
L'histoire des manettes de jeu commence en 1958 avec la genèse du jeux-vidéo et Tennis for two. Ce dernier est un jeu impliquant deux joueurs se renvoyant une balle de tennis. La manette (appelé paddle) permettant de contrôler le tir se présente sous la forme d'un boitier métallique équipé d'un potentiomètre et d'un bouton unique. Du fait de la présence d'un potentiomètre, il est possible de considérer cette manette comme ayant un contrôle analogique, en plus d'un contrôle numérique via le bouton poussoir. La connectique de cette manette n'est pas précisée, elle devait juste pouvoir se connecter à l'ordinateur analogique exécutant le jeu.

### Début des manettes de console
Les manettes appartenant aux consoles de première (1972-1980) et de deuxième (1976-1982) génération ne marquent pas un tournant majeur dans leur évolution.
La première console, la Magnavox Odyssey possède des contrôleurs, de couleur blanche avec un couvercle marron imitation bois et conçu pour être posés sur une surface plane, comportent un bouton de réinitialisation et trois boutons rotatifs, dont un à droite et deux sur la gauche. Le bouton ne réinitialise pas le jeu, mais des éléments dans les jeux, par exemple la suppression du point d'un joueur quittant le jeu.
Les concurrents de l'Odyssey, comme les consoles de Pong, possèdent un potentiomètre et souvent un bouton poussoir.
La 2e génération, avec la ColecoVision, garde le potentiomètre et augmente le nombre de bouton à quatorze.
L'Atari 2600, viendra changer le paysage de la console de salon avec l'utilisation d'un joystick, élément caractéristique des bornes d'arcades. La manette avait cette « tige » souple en plastique permettait un déplacement sur 2 axes (X et Y) ainsi qu'un bouton poussoir.
Atari reviendra en 1982 avec l'Atari 5200. La console apporte un nouveau joystick révolutionnaire avec un manche analogique et des touches de fonction (start, pause, reset). Elle bénéficie d'autres innovations comme un tir automatique et quatre ports de joystick. La conception sans centrage du manche s'avère sans avantage et peu fiable, énervant beaucoup d'acheteurs.
Globalement, ces 2 générations possèdent des contrôleurs n'étant pas utilisés de manière moderne. Le contrôleur de l'Odyssey doit être posé au sol, les autres de ce paragraphe sont tenus à une main, l'autre main permettant de rentrer les commandes Les manettes modernes s'utilisent de manière que chaque main supporte la manette, en plus de pouvoir rentrer les commandes.

### Le tournant des manettes

#### Troisième génération
L'entrée de Nintendo dans le domaine des consoles de salon, avec la Famicom en 1983, permet de marquer un tournant dans les manettes de jeu. Cette fois-ci la manette est rectangulaire et peut être prise avec les 2 mains et chacune d'elles participe à l'entrée d'une commande. La main gauche permet d'entrer une direction (haut ou bas, et, droite ou gauche) grâce au D-pad. La main droite permet d'entrer le bouton A et/ou B permettant une action selon le jeu en cours. Les boutons start et select peuvent être activés par l'une des 2 mains étant donné qu'ils sont au milieu.
Elle intègre aussi un microphone sur la manette No 2. Cette manette laisse à l'abandon les potentiomètre et joysticks. Ce design de la manette de Famicom fut repris par Nintendo pour le marché américain et européen avec la NES. Les changements sont mineurs, mais se rapprochent une fois de plus des manettes modernes. La NES possède des connecteurs propriétaires pour pouvoir brancher et débrancher un contrôleur (la Famicom avait les manettes soudées à la console). Cette modification fait que le contrôleur principal est identique pour le joueur 1 et 2, avec l'absence du microphone et l'obligatoire présence du bouton start et select.
Le design de la manette NES/Famicom fut repris par Sega pour sa Master System. Celle-ci a la même forme rectangulaire, la même disposition, avec l'entrée d'une direction par la main gauche et la possibilité d'appuyer sur 2 boutons à droite. La subtilité vient d'une croix directionnelle légèrement différente du fait que le D-pad de Nintendo était protégé par un brevet. Pour finir sur la troisième génération, la SG-1000, la console de Sega sortie la même année que la Famicom, reprenait le design des paddles de la seconde génération de console. L'Atari 7800 et la GX-4000 sorties respectivement en 1986 et en 1990 reprirent un design proche de la NES et de la Master System.

#### Quatrième génération
La quatrième génération de console commence en 1987 avec l'arrivée de la PC-Engine au Japon. La manette de cette dernière reprend le design de la manette de NES.
Il faudra attendre l'année suivant (1988) avec la sortie de la Sega Mega Drive pour que les manettes continuent d'évoluer. Par rapport à la précédente génération, le contrôleur gagne 1 bouton d'action supplémentaire (pour passe de 2 à 3), avec l'ajout du bouton « C » et garde le bouton "start" mais élimine le bouton "Select". Sa forme change radicalement passant du parallélépipède rectangle à une forme plus complexe rappelant un croissant. Cette nouvelle forme permet une prise en main plus ergonomique limitant l'angle du poignet lors de la tenue du contrôleur. Par la suite Sega sortira en 1993 une manette avec 3 boutons supplémentaire à côté des boutons A, B, C. Un troisième modèle de manette sortie (MK-1470) avec la possibilité d'un mode turbo, et une dernière manette sortie avec la particularité d'être sans-fil le Remote Arcade Pad.
En 1990, la Super-NES sort au Japon. Sa manette gagne 4 boutons de plus, « X »/« Y » et les 2 deux boutons de tranche (« gâchettes ») « L » et « R ». Chaque bouton de façade dispose d'une couleur différente pour les versions japonaise et européenne. La manette américaine ne reprendra pas entièrement cette particularité, et utilisera une nuance de bleu pour distinguer la paire de boutons « A/B » et « X/Y ». La disposition de 4 boutons en face avant sous forme de losange, sur une manette à la forme « d'os de chien » (dog bone en anglais). Cette nouvelle forme permet aux doigts de ne plus être à angle droit comme sur la manette de NES. Les nouveaux boutons sur la tranche de la manette sont novateurs pour l'époque et permettront l'arrivée, plus tard, des gâchettes analogiques.
Les différences entre la manette proposée par Nintendo et celles de Sega sont plus flagrantes que celles de la génération précédente. La disposition de la Super-NES permet d'exercer moins d'effort d'extension de la part de la main gauche par rapport à la manette de la Mega Drive. La manette de Sega (version 1993) propose 6 boutons accessible par le pouce droit, alors que la stratégie de Nintendo est de les répartir, avec 4 pour le pouce droit, 1 pour l'index droit et un pour l'index gauche.
Pour terminer sur cette génération, la Neo-Geo sortie en 1990, proposait un stick arcade. Cette décision est logique étant donné que la console était un dérivé d'une borne d'arcade et qu'elle proposait les mêmes jeux. La Phillips CD-i sortie en 1991, avait 2 manettes. La première est plus une télécommande, avec des boutons play/pause/stop, 2 boutons pour sélectionner une piste, une croix directionnelle, et 3 autres boutons. La deuxième manette ressemble à une manette de Super-NES.

### Le retour de l'analogique

#### Cinquième génération
La cinquième génération commencé avec la 3DO en mai 1993, est proposé avec une manette ressemblant à celle de la Megadrive. En septembre sort l'Amiga CD32, avec une manette originale, avec une coque en forme de volant d'aviation possédant 7 boutons et une croix directionnelle.
L'Atari Jaguar sort en novembre, et revient en arrière en matière d'ergonomie. La manette de cette console nouvelle génération possède une forme moins ergonomique que la Super-NES et la Megadrive. Cette manette possède 3 boutons A/B/C, 2 boutons pause/option, une croix directionnelle, et un pavé de 12 touches (0 à 9 avec # et *). Cela fait un total de 17 boutons poussoir, ce qui est beaucoup comparé aux autres manettes de cette génération, qui se situe généralement entre 8 et 10 boutons.
En novembre 1994 sort la Sega Saturn, la manette de celle-ci est légèrement améliorée par rapport à celle de la Megadrive. Elle gagne deux boutons de tranche ainsi que plus de matière au niveau des paumes de la main.
Sortie en 1994, la Sony PlayStation sort avec une première manette (standard). L'originalité vient de sa forme, encore plus ergonomique que les prédécesseurs mais aussi les noms des boutons principaux. Depuis le début les boutons étaient soit désigné par des lettres, soit par des chiffres. La PlayStation met en place un système de symbole, avec Croix, Rond, Carré, et Triangle. Elle possède aussi quatre boutons de tranche R1/R2/L1/L2.
Les évolutions de cette génération viennent surtout de Nintendo. La Nintendo 64 sort en 1996, avec une manette tri-branches, six boutons de façade, trois gâchettes numérique, une croix directionnelle et intègre le retour du stick arcade avec une particularité qui n'est pas négligeable, il est désormais maniable à l'aide du pouce. La manette possède également un port d'extension sur lequel il est possible de brancher différents accessoires, dont un kit vibration.
À cette nouvelle manette, Sony répondra par deux révisions, une première en avril 1997 avec la sortie de la DualAnalog Controller rajoutant deux sticks analogiques à la manette, puis en novembre 1997 avec la DualShock rajoutant les vibrations. Cette dernière sera la référence des futures manettes de la gamme PlayStation.
Pour conclure sur cette génération, celle-ci a permis la création des manettes moderne. Le compromis entre le nombre de boutons et ergonomie est trouvé pour la manette de PlayStation. Beaucoup de manettes des générations suivantes auront une dizaine de boutons (quatre de façade, quatre de tranches, deux au milieu), une croix directionnelle et deux sticks directionnel. Le retour du stick analogique s'explique notamment par l'augmentation de jeux en 3D, ces derniers demandent en plus d'un contrôle plus fin, la possibilité de mouvoir la caméra virtuelle pour plus de confort.

#### Sixième génération
La sixième génération commence avec la Dreamcast en 1998. La manette ne comporte que peu d'avancées. Elle intègre un port destiné aux cartouches de sauvegarde (les VMU). Ces dernières possèdent un écran LCD, qui grâce à une fenêtre dans la manette permet d'afficher diverses informations.
En 2000 sort la PlayStation 2 avec peu de nouveautés pour sa manette, la DualShock 2. Elle est alors une simple évolution de la DualShock de la PS1, ses sticks analogiques proposent des degrés de sensibilité plus importants, ses boutons proposent plusieurs niveaux de pression et elle devient plus légère.
En septembre 2001 sort la GameCube de Nintendo, avec une manette à deux branches comme la concurrence, mais avec une disposition des boutons originale. Le bouton A est central avec trois boutons autour. Elle intègre un deuxième stick par rapport à sa grande sœur de la N64, et ajoute le système de gâchette analogique. La WaveBird, manette sans-fil officielle de la GameCube, sort en 2002. Nintendo déclare qu'elle dispose de 100 heures d'autonomie. La Wavebird ne possède pas de fonction vibration, ceci afin d'allonger la durée de vie des piles. Elle est surtout connue pour avoir résolu les problèmes d'utilisation précédents des manettes sans-fil en s'appuyant sur la communication par radiofréquence au lieu de l'infrarouge, permettant ainsi à la WaveBird d'être utilisée n'importe où à moins de 6 mètres de la console. Bien que Nintendo certifie uniquement que sa manette fonctionne dans cette plage de 6 mètres, des tests ont prouvé qu'elle peut aller jusqu'à 27,5 mètres sur les 16 canaux proposés. La WaveBird deviendrait le premier contrôleur de jeu sans fil moderne, conduisant à la prolifération des manettes sans-fil sur consoles pour les générations suivantes, en commençant par la septième génération « de la télécommande Wii (Wii), contrôleur DualShock 3 (PlayStation 3) et la manette Xbox 360.
En novembre 2001 sort la Xbox de Microsoft, avec une première manette, la Duke, volumineuse. Celle-ci comporte six boutons de façade, une croix directionnelle, deux sticks, deux boutons de menu et quatre gachettes (dont deux analogiques).
Microsoft sortira une manette Slim avec les boutons principaux organisé en forme de losange.

### Manettes à deux vitesses
Les septième et huitième génération opposent deux idées de design. La première est l'amélioration de l'existant, comme fait par Microsoft et Sony, la deuxième est l'exploration de nouveau concept soutenu par Nintendo.
Pour l'amélioration de l'existant, la Xbox 360 et la PS3 (avec la DualShock 3) sorties respectivement en 2005 et 2006, ajoutent la fonction sans-fil. La DualShock 3 ajoute la fonction de détection de mouvement, qui est peu utilisée (seulement quelques jeux) tout en restant présente sur la DualShock 4. Cette dernière accueillera également un pavé tactile.
La manette de Xbox One ajoute les gâchettes vibrantes et une croix directionnelle issue de chez Nintendo (le brevet ayant expiré). [réf. souhaitée]
Nintendo sort en 2006 la Wii avec la Télécommande Wii et le Nunchuck. Ce périphérique principal utilise la détection de mouvement de manière intensive. Cette détection sera améliorée par l'ajout du Wii motion plus. En 2012, la Wii U ajoute le GamePad, un contrôleur avec un écran LCD de 6,2 pouces. Nintendo entend la diffusion de jeux avec un gameplay asymétrique. Dernièrement, Nintendo reprend l'idée d'écran sur une console de salon pour créer la Switch. La Switch possède un écran avec la possibilité d'y attacher 2 mini contrôleur sur les côtés (se rapprochant au GamePad). Ces manettes, appelées « Joy-Con », possèdent chacune, 4 boutons de tranche, 5 boutons et un stick. La particularité vient du fait que cette manette peut être tenue de 2 manières, comme une Télécommande Wii (à la verticale, comme un manche de marteau) ou comme une manette de NES (à l'horizontale).
Malgré ces deux idées opposées, cela n'a pas empêché Sony de sortir des contrôleurs basés sur la reconnaissance de mouvement avec les PS Move pour la PS3 et PS4.
Nintendo produit aussi des contrôleurs « classiques » appelés « manettes pro » pour la Wii, Wii U et Nintendo Switch.
Le contrôleur de Valve destiné aux ordinateurs, essaye de concilier le design d'une manette classique (comme la présence des boutons A/B/X/Y) avec deux trackpad.
Dernièrement, la percée de la réalité virtuelle voit l'émergence de contrôleurs différents, comme l'Oculus touch, le HTC Vive controller, ou encore les Razer Hydra.

## Technologies mises en œuvre

### Boutons
Les boutons sur une manette se caractérisent par le fait qu'il n'y a que deux états possibles, soit On soit Off. Pour cela, il existe deux technologies :
- la technologie la plus répandue est le tampon conducteur. Le principe est de laisser sur le circuit imprimé de la manette deux zones conductrices proche l'une de l'autre. C'est la partie mobile (relié sur le bouton de la manette) comprenant une partie siliconée conductrice qui viendra s'appuyer sur ces deux zones et ainsi faire le lien électrique. Cela permet de réaliser des boutons. Ces boutons peuvent être les boutons de façade, une croix directionnelle, les boutons de tranches (uniquement On/Off). Cette technologie est utilisée depuis longtemps, on la retrouve sur la manette de l'Atari 2600, aussi bien pour le bouton poussoir que pour le stick. Le stick n'est pas analogique mais numérique sur les 2 axes[3]. Cette technologie n'est pas exclusive aux manettes, et se retrouve sur d'autres produits grand public, tels que des télécommandes, des auto-radios ;
- il arrive aussi que les manettes utilisent des boutons poussoirs conventionnels. Ceux-ci ne sont pas faits directement sur le circuit imprimé, mais sont des composants à part entière, soudés sur celui-ci. Ces boutons poussoirs sont très peu utilisés pour la plupart des boutons, mais se retrouvent sur les entrées demandant d'appuyer sur les sticks analogiques (correspondant à L3 et R3).

### Entrées analogiques
Les entrées analogiques se distinguent par rapport aux boutons par le fait qu'elles peuvent prendre plus de deux valeurs différentes. Cependant, une entrée analogique sera convertie en signal numérique (via un CAN) pour que celui-ci soit compréhensible par le système (sauf si celui-ci est analogique aussi).
- Les sticks et les gâchettes analogiques sont réalisés avec des potentiomètres. Ces derniers sont des composants résistifs dont la valeur change en fonction de la position. Grâce à cette particularité, le système de jeu peut savoir la position d'un stick ou d'une gâchette. Lorsque l'utilisateur actionne cette entrée analogique, il y a changement de résistivité électrique, celle-ci est détectée par un changement de courant. Lorsque l'utilisateur relâche le stick ou la gâchette, un ressort permet de remettre mécaniquement l'entrée à son état initial.
- Les pavés tactiles peuvent être aussi considérés comme des entrées analogiques. Leur apparition est récente dans le domaine, avec le GamePad de la Wii U, mais aussi sur la manette de la PS4.
- Le mouvement d'une manette comme une Wiimote peut être facilement mesuré par un accéléromètre.
- L'inclinaison d'une manette comme celle de la PS3 ou de la Wii peut être mesurée par un accéléromètre et/ou un gyroscope.
- Le pointage d'une manette peut être calibré ou amélioré avec des capteurs infrarouges et une barre de LED infrarouges comme pour la Télécommande Wii et sa Sensor Bar.
- La voix peut être captée à l'aide d'un microphone intégré à la manette comme ce fut le cas sur la Famicom.

### Sorties
Les sorties d'une manette servent à informer l'utilisateur de l'état du système de jeux (console allumée, information du numéro du joueur, batterie faible, etc.), ou du jeu en lui-même (avatar du joueur touché, alerte d'un danger, etc.).
- Les voyants sur une manette, sont surtout réalisées par des diodes électroluminescentes qui ont l'avantage d'être compactes, de faible consommation électrique (résultant aussi une absence d'échauffement) et d'une luminescence suffisante pour être visible dans la grande majorité des conditions d'utilisation.
- Les écrans LCD sont peu utilisés, mais on peut les retrouver en monochrome sur la manette de la Dreamcast grâce au VMU, mais aussi en couleurs sur le GamePad de la Wii U.
- Les moteurs électriques sont présents dans les manettes et permettent principalement grâce à une masse excentrée, de produire des vibrations. Introduit depuis la Nintendo 64, cette méthode a l'avantage d'être robuste, de produire des vibrations assez puissantes au détriment d'un volume et d'un poids importants.
- L'utilisation d'un résonateur linéaire est une autre solution pour la vibration, comme c'est le cas sur les Joy-Con de Nintendo[4].
- Un haut-parleur peut être intégré à la manette comme sur la Télécommande Wii ou la DualSense.

### Méthodes de communication
Il existe plusieurs possibilités pour qu'une manette transmette au système de jeux les entrées manipulées par l'utilisateur.
- La première solution, utilisée depuis Tennis for Two, consiste à l'utilisation de fils afin de transmettre les informations. L'inconvénient est que la distance est limitée par la longueur du câble. De même, ce dernier peut être source de gêne lors de l'utilisation de la manette.
- Les solutions sans-fil se sont développées plus tard. Nintendo a été le premier constructeur à utiliser un système basé sur les ondes radio pour une manette sans fil (Wavebird), alors que précédemment, les autres constructeurs utilisaient des fréquences dans l'infra-rouge (portée inférieure).
- Les solutions sans-fil se sont vues améliorées par l'utilisation de protocoles standard, comme le Bluetooth ou encore le Wi-Fi. Cette solution permet un meilleur confort avec l'absence de câble, peut rajouter un léger "input lag", et nécessite une batterie ajoutant une notion d'autonomie (nombre de fonctionnement en heure entre 2 charges complètes).

## Historique des innovations
Voici l'historique des innovations majeures sur les manettes de jeu, ainsi que la console qui les a introduites, des années 1970 à nos jours :
- Pointeur optique (1972) : Magnavox Odyssey, repris par Nintendo en 1983 pour le Nintendo NES Zapper avec le jeu Duck Hunt ;
- Stick analogique (1976) : 1292 Advanced Programmable Video System, repris par tous les autres constructeurs ;
- Vibration (arcade) (1976) : La borne d'arcade intègre la vibration grâce au volant et au guidon ;
- Boutons sous les joysticks (1976) : Fairchild Channel F ;
- Croix directionnelle (1980) : Mattel Intellivision proposa un disque directionnel, amélioré par Gunpei Yokoi pour Game & Watch, breveté dans la foulée par Nintendo et repris pour sa NES en 1982 ;
- Microphone (1983) : Nintendo NES, repris de façon différente par la Nintendo DS et sur PlayStation 2 ;
- Manette sans fil par onde radio (1983) : Atari Atari 2600, liaison manette-console assurée par onde radio, repris par la manette GameCube Wavebird de Nintendo en 2002. Remplacé depuis par la norme Bluetooth ;
- Manette moulée (1988) : Sega Mega Drive, notion d'ergonomie, pour épouser la forme des mains, idée reprise par tous les autres constructeurs ;
- Boutons de tranche L et R (1990) : Super NES, ajoutés pour éviter d'avoir six boutons d'actions alignés, repris par tous les autres constructeurs ;
- Boutons d'action analogiques (1994) : Namco NeGcon (en), pad spécial développé pour Ridge Racer sur PlayStation (seuls la gâchette de gauche et deux boutons sont analogiques) ; idée reprise par Sony pour la DualShock 2, la Sixaxis et la DualShock 3, largement abandonnée depuis ;
- Deuxième commande de direction à droite (1995) : Nintendo Virtual Boy, permettant par exemple le contrôle simultané d'un personnage et de l'angle de vue, repris par la majorité des autres constructeurs ;
- Gâchettes analogiques (1996) : 3D Control Pad pour Sega Saturn, spécialement conçu pour le jeu Nights into Dreams[Passage contradictoire (si le pad Namco NeGcon intègre une gachette gauche analogique dès 1994, pourquoi dater cette invention en 1996)] ;
- Port d'extension (1996) : Nintendo 64, possibilité d'ajouter un périphérique à la manette ;
- Vibration (console) (1997) : La Nintendo 64 intègre la vibration grâce au Rumble Pak ;
- Gyroscopie[5] (?) : Microsoft SideWinder, manette avec détecteur à bille de mercure (repris par la Wii et la PlayStation 3 mais sur trois axes) ;
- Écran tactile (1997) : Tiger Electronics Game.com, repris par la Nintendo DS, la Nintendo 3DS, la PS Vita, le GamePad Wii U et la Nintendo Switch ;
- Caméra et appareil photo (1998) : Nintendo Game Boy, Game Boy Camera sur Game Boy, repris par tous les autres constructeurs ;
- Écran LCD (1998) : La manette de la Sega Dreamcast pouvait posséder un écran LCD grâce à l'utilisation du VMU ;
- Vision par ordinateur (2003) : EyeToy, détection de la position dans l'espace du joueur par reconnaissance visuelle dans le flux vidéo capturé par l'EyeToy. Repris, en partie, par Nintendo pour la Sensor Bar et le capteur infrarouge de la Télécommande Wii, et par Microsoft avec le système Kinect pour la Xbox 360 ;
- Bouton menu (2005) : Microsoft Xbox 360, servant d'accès au menu principal de la console, repris pour la PS3 et pour la Wii ;
- Haut-parleur intégré (2006) : Nintendo Wii, retransmet des sons provenant davantage des mains du personnage virtuel (choc d'une raquette, d'une épée…) afin de rendre l'environnement sonore plus réaliste. Repris par Sony ;
- Manette séparée (2006) : Nintendo Wii, deux parties permettant la reconnaissance de mouvement pour chaque main. Idée reprise par Sony sur la PS3 avec le PlayStation Move ;
- Mémoire Flash intégrée (2006) : Nintendo Wii, pour sauvegarder et transférer des données personnelles, telles que des Mii ;
- Manettes différentes (2013) : Nintendo Wii U, la console utilise deux types différents de manette, ce qui crée une différence entre les possibilités de chaque joueur et offre une nouvelle dimension au jeu, le gameplay asymétrique ;
- Pavé tactile (2013) : Sony PlayStation 4, pavé tactile permettant de nouvelles actions dans les jeux (comme l'utilisation du drone sur Killzone: Shadow Fall) ;
- Vibration HD (2017) : Nintendo Switch, intègre la vibration HD (résonateur linéaire) aux Joy-con, manettes de la Nintendo Switch, repris par Sony pour la DualSense ;
- Retour haptique (2020) : PlayStation 5, intègre le retour haptique à sa manette DualSense.

## Caractéristiques des différentes manettes
| Génération | Console       | Nom                                                  | Nombre de bouton d'action | Nombre de bouton de menu | Croix directionnelle | Nombre d'entrée analogique | Nombre de stick analogique | Sans fil        | Vibration       | Société   |
| ---------- | ------------- | ---------------------------------------------------- | ------------------------- | ------------------------ | -------------------- | -------------------------- | -------------------------- | --------------- | --------------- | --------- |
| 3ème       | NES           | /                                                    | 2                         | 2                        | Oui                  | 0                          | 0                          | Non             | Non             | Nintendo  |
| 3ème       | SG-1000       | /                                                    | 2                         | 2                        | Oui                  | 0                          | 0                          | Non             | Non             | Sega      |
| 3ème       | Master System | /                                                    | 2                         | 0                        | Oui                  | 0                          | 0                          | Non             | Non             | Sega      |
| 4ème       | Mega Drive    | Control Pad II                                       | 3                         | 1                        | Oui                  | 0                          | 0                          | Non             | Non             | Sega      |
| 4ème       | Super NES     | /                                                    | 6                         | 2                        | Oui                  | 0                          | 0                          | Non             | Non             | Nintendo  |
| 5ème       | Saturn        | 3D Control Pad                                       | 6                         | 1                        | Oui                  | 2                          | 1                          | Oui             | Non             | Sega      |
| 5ème       | PlayStation   | DualShock                                            | 8                         | 2                        | Oui                  | 4                          | 2                          | Non             | Oui             | Sony      |
| 5ème       | Nintendo 64   | NUS-005                                              | 8                         | 1                        | Oui                  | 2                          | 1                          | Non             | Oui             | Nintendo  |
| 6ème       | Dreamcast     | /                                                    | 4                         | 1                        | Oui                  | 2                          | 1                          | Oui             | Oui             | Sega      |
| 6ème       | PlayStation 2 | DualShock 2                                          | 8                         | 3                        | Oui                  | 4                          | 2                          | Non             | Oui             | Sony      |
| 6ème       | GameCube      | DOL-003                                              | 5                         | 1                        | Oui                  | 6                          | 2                          | Non             | Oui             | Nintendo  |
| 6ème       | Xbox          | Controller S                                         | 8                         | 2                        | Oui                  | 6                          | 2                          | Non             | Oui             | Microsoft |
| 7ème       | Xbox 360      | /                                                    | 8                         | 3                        | Oui                  |                            | 2                          | Oui             | Oui             | Microsoft |
| 7ème       | Wii           | Télécommande Wii                                     | 4                         | 3                        | Oui                  |                            | 0                          | Oui             | Oui             | Nintendo  |
| 7ème       | PlayStation 3 | DualShock 3                                          | 8                         | 3                        | Oui                  |                            | 2                          | Oui             | Oui             | Sony      |
| 8ème       | Wii U         | Wii U GamePad / Télécommande Wii / Manette Wii U Pro | 8/4/8                     | 3 pour toutes            | Oui pour toutes      |                            | 2/0/2                      | Oui pour toutes | Oui pour toutes | Nintendo  |
| 8ème       | PlayStation 4 | DualShock 4                                          | 8 + Pavé tactile          | 3                        | Oui                  |                            | 2                          | Oui             | Oui             | Sony      |
| 8ème       | Xbox One      | /                                                    | 8                         | 3                        | Oui                  |                            | 2                          | Oui             | Oui             | Microsoft |
| 9ème       | Switch        | Joy-Con / Manette Pro Switch                         | 8                         | 3                        | Oui                  |                            | 2                          | Oui             | Oui             | Nintendo  |
| 9ème       | PlayStation 5 | DualSense                                            | 8 + Pavé tactile          | 3                        | Oui                  |                            | 2                          | Oui             | Oui             | Sony      |
| 9ème       | Xbox Series   | /                                                    | 8                         | 3                        | Oui                  |                            | 2                          | Oui             | Oui             | Microsoft |